# 欧州連合戦闘群
欧州連合戦闘群（おうしゅうれんごうせんとうぐん、英語：European Union Battlegroup、略称：EUBG または BG）は、欧州連合の共通安全保障防衛政策を支援する部隊のこと。連合加盟国の分担に基づき、戦闘支援部隊が増強された大隊規模部隊（約1,500人規模の部隊）がそれぞれ18個戦闘群から成っている。戦闘群はローテーション式に配備され、2個戦闘群が常時待機している。バトルグループとする表記もある。部隊は欧州連合欧州理事会（加盟国の象徴的国家元首、国務長官、または多くの場合加盟国政府代表）の一致に基づいて直接の統制下にある。
2007年1月1日に戦闘群は完全作戦能力を獲得する。戦闘群は既存のアドホック任務に基づき欧州連合責任下でヨーロッパのための新しい「常備軍」として評される。部隊と装備は「指揮国（主導国）」の下でEU加盟国から拠出される。2004年、国際連合事務総長のコフィー・アナンはこの計画を歓迎し、国連による事態対処能力を促進する戦闘群の価値と重要性を強調している。

## 背景
戦闘群についての初期構想については1992年12月10日から11日までフィンランドのヘルシンキにて実施された欧州理事会サミットから始まる。理事会では2003年に成立する事を目標とする主要議題として、加盟国ごとに高待機水準の小規模部隊の提供を持って構成される緊急展開部隊の必要性を明示する。2003年2月4日にル・トュケで開催された英仏サミットにて、この構想は優先事項として「5日から10日以内で陸海空部隊の初動配備」を可能とする緊急展開能力の向上が明示され、「2010年目標（Headline Goal 2010）」にとって不可欠であると強調された。
2003年に実施されたアルテミス作戦では、欧州連合による危機管理構想に基づき、作戦開始からちょうど3週間の短期間で部隊緊急展開能力を発揮し、次段階における実質的な配備を実行するため更に20日間を必要とした。この成功は、将来の緊急展開配備に関わる構想の実質的な雛形として考慮された。同年11月の英仏サミットで、アルテミス作戦の経験を基にして欧州連合は国際連合の要請に応じて15日以内に部隊を配備することが必要であると述べられる。これは特に「人員約1,500人の陸上部隊からなる戦闘群規模の部隊を一加盟国または複数加盟国によりパッケージングされた単位による提供」と明示がなされる。
2004年2月10日にフランス、ドイツおよびイギリスは「戦闘群構想」を概説する文書を公開した。文書では戦闘群についてアルテミス作戦の経験に基づいて、1,500人の人員を15日以内に配備させることが可能な複数の独立グループで構成されるとあった。これらは主に急遽なされる国際連合の要請に応じられるため、特定任務について迅速に調整させることが出来るとした。それらは例えば、国連委任の下での国際連合平和維持活動のため、より大規模な部隊が出動するまでの間、戦闘群は活動の橋渡しに集中する。計画は2004年11月に全加盟国の承認を得て、その年に初期編成である13個戦闘群と関連する特定分野能力を整備することが約束される。

## 任務
戦闘群は理事会の承認を得てから5日～10日以内に地上に展開することを目的としている。そして少なくとも30日間継続して活動できなければならず、再派遣される場合は更に120日間まで期間を延長することが出来る。
戦闘群は共通安全保障防衛政策の任務に対処できるように意図される。すなわちペータースベルク任務と欧州安全保障戦略に示されている次の任務が対象となっている。対象となる任務には人道的および救難任務、平和維持活動、危機管理に関わる戦闘兵力の任務、調停が含まれ（ペータースベルク任務）、合同による軍縮活動、テロリズム防止のための第三国支援、幅広い制度の構築の一環としての治安分野の改革活動（欧州安全保障戦略任務）。
計画立案者は戦闘群が全ての任務に対処するのに十分な活動範囲を保持すると述べ、それらの任務は戦闘群特有の小規模特性のために「規模と勢力」で制限されなければならないとした。対象には紛争防止、避難、援助救出あるいは初期安定化任務が含まれる。一般に、これらは既存部隊に対する短期の支援、後続する大規模部隊の展開に備えた準備のための緊急配備あるいは小規模な緊急展開任務の3つのカテゴリーに区分される。

## 組織
戦闘群は最小規模の独立作戦単位で、戦域作戦に展開し支援を受ける。欧州連合戦闘群は約1,500人の兵員から成っており、そこに司令部部門と支援部門が付加され、固定編制をとっていない。
「標準編成」については本部中隊、3個歩兵中隊、通信支援要員で構成される。特定の部隊は機械化歩兵、支援部隊（例として砲兵や医療支援）など様々な任務に関する部隊の混成で構成され独立的に活動できる。主力部隊には付加支援および「隊本部（前線指揮）」が戦闘群パッケージに含まれ、更にヨーロッパ本土には運用本部が置かれる。

## 分担
通常、加盟国内でも大国として扱われる場合は一国で戦闘群を編成し、小国として扱われる場合は複数国で共通グループを構成して戦闘群を編成して部隊を提供する。各群は運用上の指揮命令を担当する「指揮国」または「枠組み国」を保持する。コンゴ民主共和国（アルテミス作戦）での欧州連合による平和維持活動をモデルケースとして基づいている。
各群は本部とも関連している。欧州連合非加盟国で北大西洋条約機構加盟国であるトルコとノルウェーの2箇国も各群に参加している。
最初の13個戦闘群は2005年11月22日に差し出され、以下のとおりとなっている。
| 戦闘群                                 | 参加国（指揮国）                                                 | 規模    |
| -------------------------------------- | ---------------------------------------------------------------- | ------- |
| フランス戦闘群                         | フランス                                                         | 不明    |
| イタリア戦闘群                         | イタリア                                                         | 不明    |
| スペイン戦闘群                         | スペイン                                                         | 不明    |
| イギリス戦闘群                         | イギリス                                                         | 不明    |
| フランス＝ドイツ戦闘群                 | フランス、ドイツ、ベルギー、ルクセンブルク、スペイン             | 不明    |
| フランス＝ベルギー戦闘群               | フランス、ベルギー                                               | 不明    |
| 第107戦闘群                            | ドイツ、オランダ、フィンランド                                   | 1,500人 |
| ドイツ＝チェコ＝オーストリア戦闘群     | ドイツ、チェコ、オーストリア、アイルランド、クロアチア           | 不明    |
| イタリア＝ハンガリー＝スロベニア戦闘群 | イタリア、ハンガリー、スロベニア                                 | 不明    |
| スペイン＝イタリア水陸両用戦闘群       | スペイン、イタリア、ギリシャ、ポルトガル                         | 1,500人 |
| ポーランド主導戦闘群                   | ポーランド、ドイツ、スロバキア、ラトビア、リトアニア             | 不明    |
| 北欧戦闘群                             | スウェーデン、フィンランド、エストニア、アイルランド、ノルウェー | 不明    |
| イギリス＝オランダ戦闘群               | イギリス、オランダ                                               | 不明    |
| バルカン戦闘群                         | ギリシャ、ブルガリア、キプロス共和国、ルーマニア、スロベニア     | 1,500人 |
| チェコ＝スロバキア戦闘群               | チェコ、スロバキア                                               | 2,500人 |
| スペイン主導戦闘群                     | スペイン、ドイツ、フランス、ポルトガル                           | 不明    |
| イタリア＝ルーマニア＝トルコ戦闘群     | イタリア、ルーマニア、トルコ                                     | 不明    |
| 欧州即応部隊                           | ポルトガル、スペイン、イタリア、フランス                         | 不明    |

ヴィシェグラード・グループ（ポーランド、ハンガリー、チェコおよびスロバキア）は、2007年4月時点で共同の戦闘群を考慮していた。待機状態にあって常設的戦力を持つように至ったが、この緊急展開部隊構想を海軍部隊と空軍部隊にまで広げる計画がある。
デンマークについては欧州連合の加盟にあたって、その条約の同意内に忌避条項があり、一般防衛政策に参加しなくても良いとされている。また、マルタはいずれの戦闘群に参加していない。

### 特定分野能力
以下の加盟国は特定分野能力を分担して欧州連合戦闘群を支援する。
- キプロス共和国（医療グループ）
- リトアニア（水浄化部隊）
- ギリシャ（アテネ海上輸送調整センター）
- フランス（多国籍展開部隊本部施設）

### 特定分担についての詳細
- スウェーデンとフィンランドは共同北欧戦闘群の創設を発表する。要員は1,500人から成り、両国は欧州連合非加盟国のノルウェーに対して戦闘群に参加するよう呼びかける。近年、スウェーデンは要員2,000人を提供し戦闘群は2,400人規模まで拡大した。スウェーデンの新聞によれば、2008年の半年間の待機期間に要した費用は12億スウェーデン・クローナ（1億5千万ユーロ）[10]で、実際の出動はなかった。
- フィンランドは対核生物化学兵器戦の訓練部隊を委託され、例として迫撃砲中隊のような部隊を提供している。
- リトアニアは浄水の専門家を提供する。
- ギリシャは海上輸送機能について保証している。
- アイルランドは爆発物処理の専門家を提供する。

戦闘群計画はヘルシンキ目標で計画された部隊と混同されない事になっており、いずれかが最高60,000人の将兵を1年間待機させ、実任務時には1ヶ月から2ヶ月で展開できるよう求められた。戦闘群は伝統的な大規模戦力と置き換えられ、その代わりに国際的危機に対してより迅速かつ短期間による配備を可能とする。

## 待機歴
2005年1月1日に戦闘群は作戦能力を初めて獲得する。これにより少なくとも1個戦闘群が6ヶ月ごとの待機任務に従事した。イギリスとフランスはそれぞれ2005年の前半に待機、同年後半にはイタリアが待機する。2006年前半にはドイツ・フランス戦闘群とスペイン・イタリア陸海空統合戦闘群が、同年後半にはフランス、ドイツ・ベルギーで編成された戦闘群が待機する。
2007年1月1日に完全作戦能力を獲得し、並行して2個戦闘群が待機し、同一地域、同一時期に部隊を展開させることが可能となる。戦闘群は6ヶ月おきにローテションされる。2007年以降の実績は以下のとおり。
| 期間   | 期間       | 戦闘群                                 | 指揮国       | 運用本部               |
| ------ | ---------- | -------------------------------------- | ------------ | ---------------------- |
| 2007年 | 1月 - 6月  | フランス＝ベルギー戦闘群               | フランス     | パリ                   |
| 2007年 | 1月 - 6月  | 第107戦闘群                            | ドイツ       | ポツダム               |
| 2007年 | 6月 - 12月 | イタリア＝ハンガリー＝スロベニア戦闘群 | イタリア     | ローマ                 |
| 2007年 | 6月 - 12月 | バルカン戦闘群                         | ギリシャ     | ラリッサ               |
| 2008年 | 1月 - 6月  | 北欧戦闘群                             | スウェーデン | ロンドン               |
| 2008年 | 1月 - 6月  | スペイン主導戦闘群                     | スペイン     | 未定                   |
| 2008年 | 6月 - 12月 | フランス＝ドイツ基礎戦闘群             | ドイツ       | パリ                   |
| 2008年 | 6月 - 12月 | イギリス欧州連合戦闘群                 | イギリス     | ロンドン               |
| 2009年 | 1月 - 6月  | スペイン・イタリア水陸両用戦闘群       | イタリア     | 未定                   |
| 2009年 | 1月 - 6月  | ギリシャ戦闘群                         | ギリシャ     | 未定                   |
| 2009年 | 6月 - 12月 | フランス戦闘群                         | フランス     | 未定                   |
| 2009年 | 6月 - 12月 | ベルギー戦闘群                         | ベルギー     | 未定                   |
| 2010年 | 1月 - 6月  | ポーランド主導戦闘群                   | ポーランド   | 未定                   |
| 2010年 | 1月 - 6月  | イギリス・オランダ戦闘群               | イギリス     | 未定                   |
| 2010年 | 6月 - 12月 | イタリア＝ルーマニア＝トルコ戦闘群     | イタリア     | 未定                   |
| 2010年 | 6月 - 12月 | 未定                                   | 未定         | 未定                   |
| 2011年 | 1月 - 6月  | 第107戦闘群                            | オランダ     | 未定                   |
| 2011年 | 1月 - 6月  | 北欧戦闘群                             | スウェーデン | エンシェーピン         |
| 2011年 | 6月 - 12月 | 欧州連合部隊                           | ポルトガル   | モン＝ヴァレリアン要塞 |
| 2011年 | 6月 - 12月 | バルカン戦闘群                         | ギリシャ     | ラリッサ               |

## 図上演習
欧州連合戦闘群は仮想国家を用いて自由投票の保護を想定した初の図上演習を実施する。